# 八九式艦上攻擊機
八九式艦上攻擊機（日语：／）是日本帝國海軍在中日戰爭初期使用的艦載魚雷/水平轟炸機，編號「B2M」，該機由三菱重工製造。 

## 開發
1928年，三菱向日本帝國海軍展示了三種新型機型：三菱1MF9艦載戰鬥機，採用法國型航空龍骨、R型實驗性雙引擎單翼飛機，也以民用運輸版本建造，兩者均基於羅爾巴赫設計；以及3MR4艦載偵察雙翼機。由是由布萊克本飛機有限公司的首席設計師 G. E. Petty 設計的，並在英國製造。之後三菱建造了三架原型機，並將飛機將用作艦載魚雷轟炸機。
但穩定性和操縱性不好且維修困難而未能被海軍採用，3MR4一直未能被海軍採用。直到1932年作為艦上攻擊機使用。
八九式初期型名為「B2M1」，之後推出改良型「B2M2」，將主翼改短和修改機尾形狀，但仍舊惡評如潮，日本飛行員都盡快想有新機去取代它。

## 基本資料
- 乘員:3人(駕駛，投彈手和後部機槍手)[1]
- 機長:10.18米
- 翼展:14.98米
- 機高:3.6米
- 空重:2,260公斤
- 最重:3,600公斤
- 最快速度:213公里/小時[1]
- 航程:1,779公里
- 昇限:4,500米
- 發動機:水冷式發動機(650匹馬力)
- 武裝:機頭一挺7.7毫米口徑機槍+機後一挺7.7毫米口徑機槍+800公斤炸彈或魚雷[1]

## 實戰

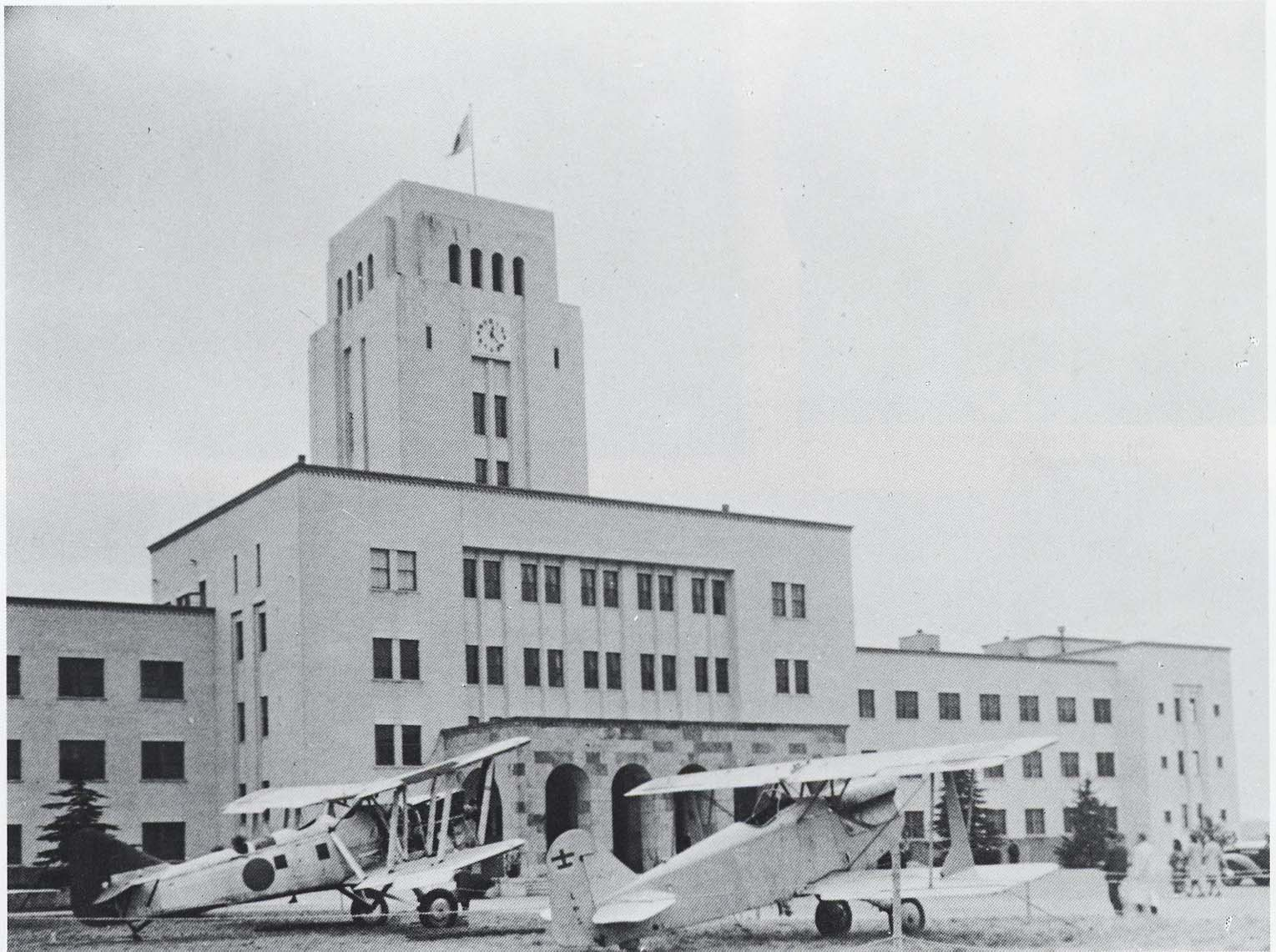
在東京工業大學展出的八九式

在淞滬會戰期間，日本航空母艦加賀號，龍驤號和鳳翔號的八九式也曾參戰，期間有一架八九式被中國空軍皇牌飛行員劉粹剛擊落，8月15日，日軍飛機出動去轟炸中國空軍筧橋基地，但被高志航為隊長的第四大隊擊落了8架八九式。
八九式在中國戰場的日子不久，很快就被九六式艦上攻擊機取代。

## 使用國家
- 日本